# Hologymnosus doliatus
Hologymnosus doliatus là một loài cá biển thuộc chi Hologymnosus trong họ Cá bàng chài. Loài này được mô tả lần đầu tiên vào năm 1801.

## Từ nguyên
Từ định danh doliatus trong tiếng Latinh có nghĩa là "vạch sọc", hàm ý đề cập đến hơn 20 vạch sọc đứng ở hai bên thân của loài này.

## Phạm vi phân bố và môi trường sống
H. doliatus có phạm vi phân bố trên khắp Ấn Độ Dương - Thái Bình Dương. Từ phía nam Biển Đỏ và bờ biển Oman–Yemen, loài này được ghi nhận dọc theo vùng bờ biển Đông Phi, bao gồm Madagascar và các đảo quốc trong Ấn Độ Dương, cũng như ngoài khơi Tây Úc; từ quần đảo Mergui trải dài đến các vùng bờ biển thuộc Đông Nam Á và hầu hết các đảo quốc, quần đảo thuộc châu Đại Dương (xa nhất ở phía đông là đến quần đảo Line và quần đảo Samoa); ngược lên phía bắc đến vùng biển Nam Nhật Bản; về phía nam đến rạn san hô Great Barrier và đảo Lord Howe (Úc).
H. doliatus sống gần những rạn san hô trên nền đáy cát và đá vụn trong các đầm phá và vùng biển ngoài khơi ở độ sâu khoảng từ 4 đến 35 m.

## Mô tả

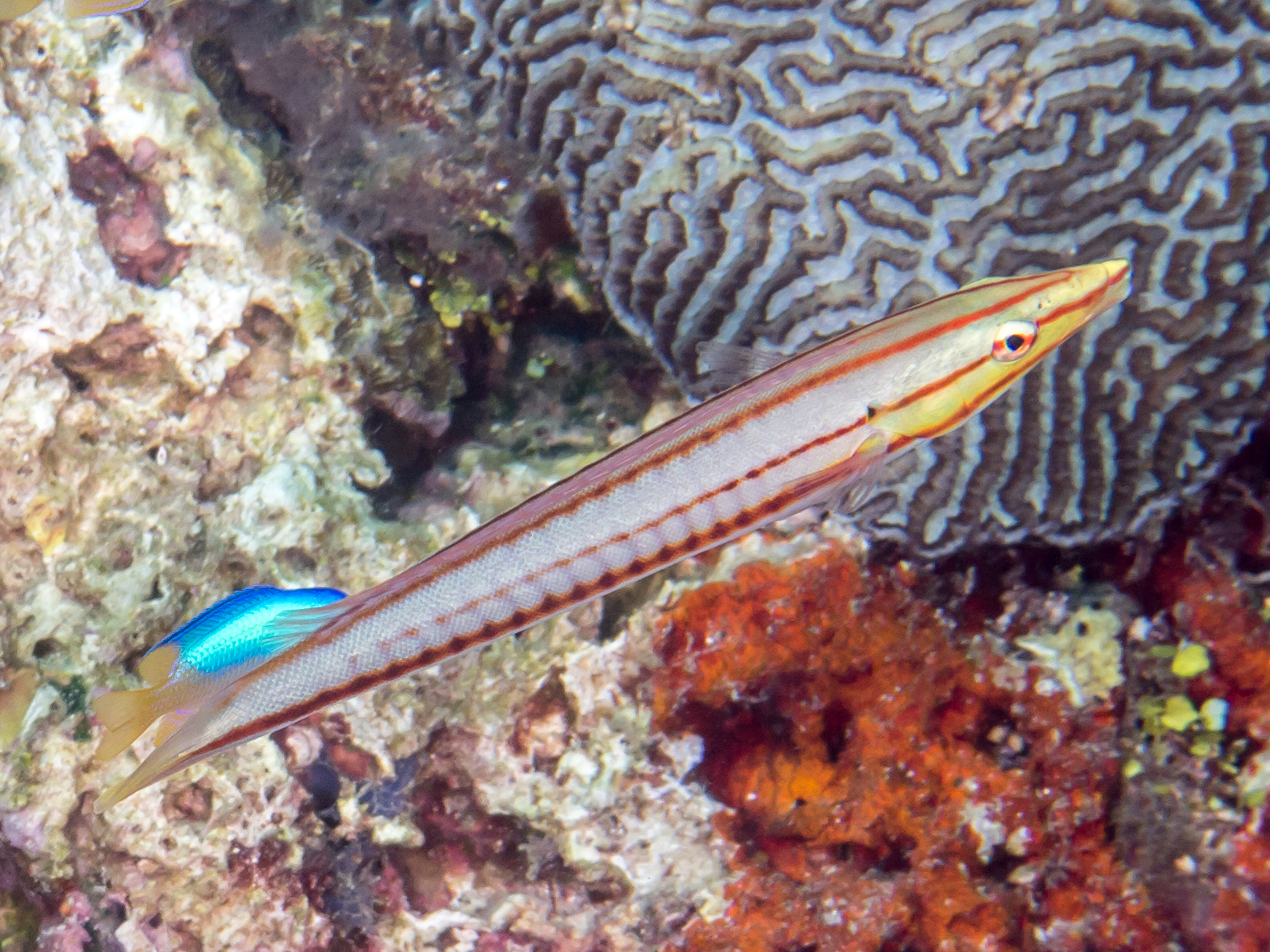
Cá con

H. doliatus có chiều dài cơ thể tối đa được ghi nhận là 50 cm. Chúng là loài dị hình giới tính rõ rệt và cũng là một loài lưỡng tính tiền nữ. Cơ thể thuôn dài, dẹt ở hai bên thân với các vảy nhỏ. Vây đuôi bo tròn ở cá con, có khía ở cá trưởng thành.
Cá đực có màu xanh lục lam đến màu đỏ tươi với các vạch sọc đứng màu xanh lam tím ở hai bên thân. Một vùng màu vàng nhạt trên ngực được viền bởi hai dải màu tím. Đầu có các vệt sọc màu hồng đến màu cam. Cá cái màu xám phớt hồng hoặc màu xanh lục nhạt với hơn 20 vạch sọc đứng màu cam ở hai bên thân (không có vùng màu vàng nhạt trên ngực như cá đực). Một đốm màu xanh đen trên nắp mang. Cá con có màu trắng với các dải sọc ngang màu đỏ cam.
Số gai ở vây lưng: 9; Số tia vây ở vây lưng: 12; Số gai ở vây hậu môn: 3; Số tia vây ở vây hậu môn: 12; Số tia vây ở vây ngực: 13.

## Hành vi và tập tính
Thức ăn của H. doliatus chủ yếu là các loài cá nhỏ, cũng bao gồm cả động vật giáp xác, và ở mức thấp hơn là giun nhiều tơ. H. doliatus đực sống đơn độc và theo lãnh thổ, cá con và cá cái thường hợp thành các nhóm nhỏ.